# Zlatá podkova
Zlatá podkova je český seriál závodů v jezdecké všestrannosti a spřežení. Založen byl již v roce 1966.

## Historie
Závody vznikly v roce 1966 jako Zlatá podkova Zemědělských novin. Finále se konalo v Přerově, v roce 1970 se poprvé přesunulo do Humpolce, kde Zlatá podkova vrcholí dodnes. Od roku 1973 se v rámci Zlaté podkovy konají i soutěže jezdeckých spřežení o titul mistra opratí, hlavní soutěží jsou dvojspřeží. Od roku 1979 se soutěže pořádají podle mezinárodních pravidel FEI.
Jubilejní 50. ročník by měl proběhnout v roce 2015.

## Formát soutěží
Zlatá podkova je seriál složený z kvalifikačních kol a závěrečného finále Zlaté Podkovy, které se jezdí v Humpolci. Mezi nejtradičnější pořadatele patří organizátoři v Lošticích, kde se v roce 2016 jel už 39. ročník kvalifikace. Další kvalifikační kola se jezdí např. v Pardubicích, Mikulově, nebo v Kolesech. Zpravidla bývají oddělená kvalifikační kola pro spřežení a pro všestrannost.

## Soutěže
Vypsané jsou disciplíny různé úrovně obtížnosti:
- Zlatá podkova – obtížnost S (CNC1*), obtížnost ve finále ST (CNC2*)
- Stříbrná podkova – obtížnost L obtížnost ve finále L / S
- Bronzová podkova – obtížnost ZL obtížnost ve finále ZL / L
- Soutěž nadějí – obtížnost ZL obtížnost ve finále ZL / L
- Pony
- Soutěže spřežení – jednospřeží, dvojspřeží, dvojspřeží pony, čtyřspřeží